# حديقة الهملايا الوطنية الكبرى
حديقة الهملايا الوطنية الكبرى، (بالإنجليزية: Great Himalayan National Park)‏. هي أكبر محمية في هيماجل برديش، في أقصى شمالي الهند. تكونت نتيجة تفتت أجزاء من سلسلة جبال كولو العالية وتشتهر بتربية الماعز الجبلي المتوحش الذي يسمونه «البهارال» والنمر الثلجي والدب البني المفترس.

## الحدود والمكونات
تتكون هذه الحديقة أساساً من مراع تقع على مرتفعات شاهقة، يعتمد عليها أآثر من 11,000 نسمة في معاشهم. ولهذه المجتمعات المحلية الريفية حقوق رعوية تقليدية في مراعي الجبال، ففي آل عام يخرج حوالي 35.000 رأس من الماعز والأغنام إلى المراعي في أثناء أشهر الصيف الدافئة، آما يستخرج السكان الأعشاب والنباتات الطبية من هذه المنطقة لتلبية احتياجات نظم الطب التقليدية إلى جانب الأغراض التجارية. وامتثالاً لأوامر المحكمة العليا، أصدرت حكومة ولاية هيماتشال براديش إخطاراً نهائياً في 21 مايو/أيار 1999. تعلن فيه حدود الحديقة الوطنية وتحظر أي ممارسة لحقوق الانتفاع التقليدية في هذه المنطقة اعتباراً من ذلك التاريخ. ولم يحصل على تعويض إلا 312 أسرة فقط، حيث اعتمدت الدولة على سجلات للحقوق صدرت خلال الحكم البريطاني للهند منذ مائة وعشر سنوات. ولم يتم إجراء تحقيق مستقل في الممارسة الجارية لهذه الحقوق.
وهناك جانب آخر يسترعي الانتباه في هذه القصة وهو مشروع بارباتي هايدل الذي تقيمه الحكومة في المنطقة المجاورة للحديقة، حيث أن أحد أجزاء المنطقة المخصصة للحديقة، والذي يشكل منطقة القلب منها، قد "أُغفل ذآره" في الإخطار النهائي لإفساح المجال لبناء نفق عبره ليغذي مشروع بارباتي. وهكذا استبعدت الحكومة المجتمعات المحلية الريفية من أي مشارآة في المحافظة على تلك المنطقة الغنية بمواردها البيئية، التي حافظت عليها هذه المجتمعات نفسها على مر قرون، بينما لم تتردد في السماح بانطلاق ما يسمى " المصالح التنموية". وتكمن المأساة هنا في أن المحكمة العليا والدولة ترفضان الاستماع إلى أصوات هذه المجتمعات المحلية الريفية. وعندما تقدمت العديد من المنظمات غير الحكومية التي تعمل لصالح المجتمعات المحلية المعتمدة على هذه المناطق بطلب للسماح لها بالإدلاء برأيها أمام المحكمة قوبل هذا الطلب بالرفض.

## معرض الصور

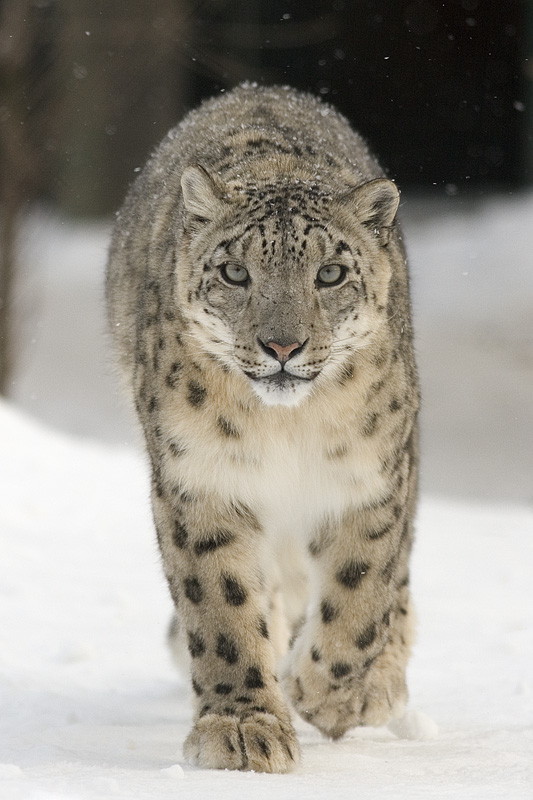
النمر الثلجي
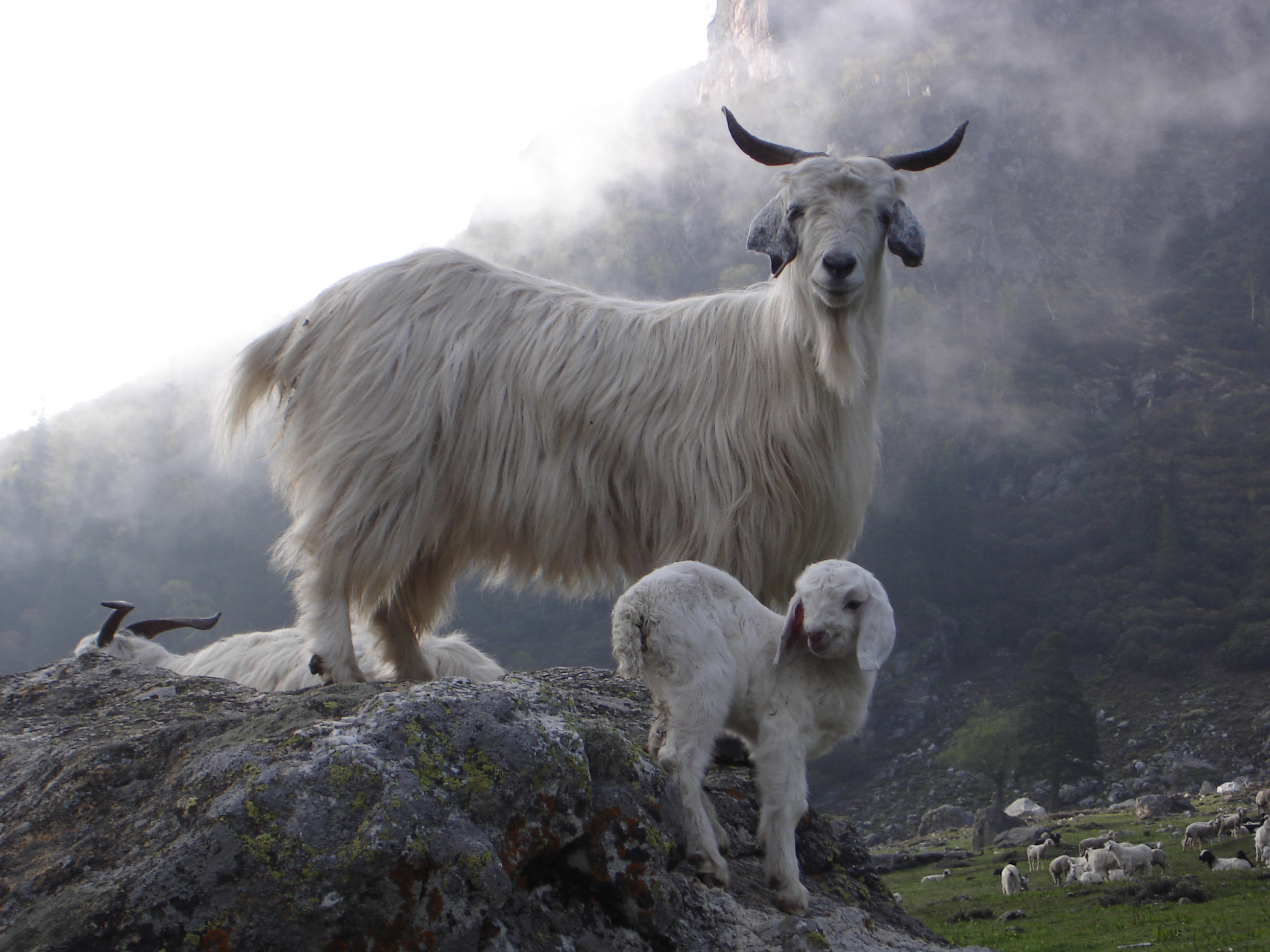
ماعز جبلي في حديقة هملايا